# Амбер (округ)
Амбер (фр. Ambert) — округ (фр. Arrondissement) во Франции, один из округов в регионе Овернь. Департамент округа — Пюи-де-Дом. Супрефектура — Амбер.
Население округа на 2006 год составляло 27 458 человек. Плотность населения составляет 23 чел./км². Площадь округа составляет всего 1188 км².